# 黄書大伴
黄書 大伴（きふみ の おおとも）は、飛鳥時代の人物。氏は黄文とも書く。姓は造、後に連。贈正四位下。壬申の乱の功臣で、天武天皇・持統天皇・文武天皇の3代の天皇に仕えた。

## 出自
黄文氏（黄書氏）は、高句麗の久斯那王の後裔とする渡来系の氏族で、仏経を作成する職業部である黄文画師の伴造家とされる。壬申の乱勃発当時、大伴は大海人皇子の舎人として皇子のそばにいたと考えられている。

## 経歴

### 壬申の乱での活躍
672年の壬申の乱において、大海人皇子（のちの天武天皇）は6月24日に吉野での挙兵の際に、倭（大和国）の京の留守司高坂王に使者を遣わし、駅鈴の引き渡しを求めた。このときの使者に、大分恵尺、黄書大伴、逢志摩の3人が選ばれた。皇子は「もし鈴を得られなかったら、志摩はすぐに還って復奏せよ。恵尺は急いで近江（大津京）に行き、高市皇子と大津皇子を連れ出し、伊勢で（私と）会え」と命じた。恵尺らは高坂王のもとにいって駅鈴を求めたが、得られなかった。命令に従い恵尺は近江に向かい、志摩は大海人皇子のもとに引き返したが、大伴の行動については『日本書紀』に明記されていない。
大伴は、大伴馬来田と吹負の兄弟に挙兵を告げたらしい。大伴兄弟は大海人皇子側につくことを決め、吹負は倭の争奪戦に乗り出し、馬来田は大海人皇子の後を追った。黄書大伴は、同日中に馬来田と共に吉野宮から皇子の一行を追って、菟田（大和国宇陀郡）の吾城で合流した。この後の大伴の行動については記録がない。

### 功臣のその後
『日本書紀』には、12月4日に勲功ある人を選んで冠位を増し、小山位以上の位を与えたとする記事があることから、大伴もこれと同じかそれ以上の位を受けたと思われる。また、功により大伴は100戸を封じられた。
天武天皇12年（683年）9月23日にそれまでの造姓から連姓を賜与された。朱鳥元年（686年）8月9日に天武天皇が崩御すると、8月28日には、大伴と同じ位階で直大肆の藤原大島は飛鳥寺に高僧を集めて一人に一領の袈裟を与えた。このことから、当時大伴の位階は直大肆（従五位上に相当）であったことが窺われる。
大宝元年（701年）に黄文造大伴の壬申の乱での功績が中第と評価され、前に与えられた100戸の4分の1を子に伝えることが定められた。大宝3年（703年）7月5日に、正五位下の黄文連大伴は山背守に任ぜられた。
和銅3年（710年）10月14日に正六位上で死んだ。壬申の乱における功によって、正四位下の位階と物品を贈られた。
霊亀2年（716年）4月8日に、子の黄文粳麻呂が父の功によって荘園・田畑を与えられた。